# Maryland Heights, Missouri
Maryland Heights là một thành phố thuộc quận St. Louis trong tiểu bang Missouri, Hoa Kỳ. Thành phố có diện tích km2, dân số theo điều tra năm 2000 của Cục điều tra dân số Hoa Kỳ là 25.756 người. Đây là ngoại ô tây trung bộ thứ nhì của St. Louis as of 2006. The city was incorporated in 1985. Edwin L Dirck was elected the city's first mayor. Mark M. Levin has been City Administrator since August 1985.